# Kimia imitata
Kimia imitata är en tvåvingeart som först beskrevs av Francisco E. Baisas 1946.  Kimia imitata ingår i släktet Kimia och familjen stickmyggor.
Artens utbredningsområde är Filippinerna. Inga underarter finns listade i Catalogue of Life.